# Consacá
Consacá – miasto w Kolumbii, w departamencie Nariño.